# Hôtel du Périer
L'hôtel du Périer, aussi appelé Martin de Puyloubier, ou de Simiane-Caseneuve est un hôtel particulier situé au no 1 de la place des Prêcheurs, à Aix-en-Provence.

## Construction et historique
L'hôtel fut construit au XVe siècle sur les ordres de Jean Martin, seigneur de Puyloubier et conseiller du Roi René.
Vers 1500, l'immeuble fut vendu à la famille Simiane-Caseneuve, qui le céda en 1511 à Gaspard du Périer (Lyon, vers 1490-Aix-en-Provence, 1530) (ou "du Perrier", "Duperier", selon les sources), conseiller au parlement de Provence en 1502. Il teste en faveur de son fils Laurent Du Périer en 1530 et meurt la même année. Son petit-fils, François Du Perrier s'est rallié à Henri IV en 1593, premier consul de la ville, il se porte garant de la fidélité de la ville au roi. Il est nommé gentilhomme de la chambre du roi en 1607. 
Gaspard du Périer était un savant qui rénova l'hôtel en cabinet de curiosités, il y changea notamment quelques poutres d'origine pour les remplacer par du sycomore,.
L'arrière petite-fille de Gaspard du Périer, Marguerite, mourra en 1599 dans cette bâtisse à l'âge de 5 ans; ce qui conduit le poète François de Malherbe, un ami de la famille, à écrire sa fameuse "Consolation à Du Périer".
L'hôtel abrite à présent une copropriété privée et n'est pas ouvert au public.

## Architecture
L'hôtel particulier ne comporte que très peu d'éléments visibles datant du XVe siècle, car sa façade fut refaite entièrement au XIXe siècle.
Néanmoins, des vestiges ornés du XVIe siècle demeurent sur la façade, ornant les clefs des ouvertures (portes-fenêtres) du premier étage.

## En savoir plus